# George Christian Spahn
George Christian Spahn (11. Februar 1889 in Philadelphia – 22. September 1974 in Van Nuys, Kalifornien) war ein amerikanischer Pferdezüchter und Besitzer der Spahn Movie Ranch, die als Kulisse für diverse Westernfilme und Serien diente und später für einige Zeit der Wohnsitz der Manson Family war.

## Leben
Spahn wuchs in der Umgebung von Philadelphia auf. Sein Vater kam bei einem Arbeitsunfall ums Leben, als er erst zwei Jahre alt war. Zu seinem späteren manchmal gewalttätigen Stiefvater bestand zeitweise ein sehr angespanntes Verhältnis. Spahn verließ die Schule bereits nach der dritten Klasse und begann als Milchmann zu arbeiten. Später mit 16 begann er eine Ausbildung zum Zimmermann, jedoch arbeitete er dann nicht lange in diesem Beruf, sondern begann ein Milchgeschäft in Willow Grove aufzubauen. Er besaß fünf Wagen und sieben Pferde zur Auslieferung von Milch, zu seinen Angestellten gehörte zu diesem Zeitpunkt auch sein Stiefvater. Noch bevor er 30 Jahre alt war, erwarb Spahn eine 34,8 Hektar große Farm in Lansdale, dort hielt er 35 Kühe und mehrere Pferde. Er heiratete Martha Virginia Greenholtz, mit der er zehn Kinder hatte, zudem hatte er eine Stieftochter, die aus der vorherigen Ehe seiner Frau stammte.
Zu Beginn der 1930er Jahre während der Weltwirtschaftskrise geriet Spahns Farm in Schwierigkeiten und Spahn entschloss sich in Kalifornien eine neue Existenz aufzubauen. Er verkaufte seine Farm und zog mit seiner Familie und Pferden nach Los Angeles. Dort gab er die Milchwirtschaft schnell auf und betrieb stattdessen eine Pferdezucht und einen Reitstall. Gegen Ende der 1940er Jahre trennte er sich von seiner Frau und erwarb 1953 die später nach ihm benannte Ranch. Dort betrieb er weiterhin Pferdezucht, bot Reitausflüge an und vermietete die als Filmsets errichteten Gebäude an Film- und Fernsehproduktionen. Bereits zuvor hatte er die 30-jährige ehemalige Zirkusartistin und Hundetrainerin Ruby Pearl kennengelernt, die dann später die Ranch für ihn leitete. Aufgrund der sinkenden Nachfrage nach Western ging Spahn schließlich 1966 in Konkurs, danach begannen viele Gebäude der Ranch langsam zu zerfallen. Spahn lebte weiterhin auf der Ranch und war inzwischen fast vollständig erblindet und damit auf Hilfe angewiesen.
Im Laufe des Jahres 1968 begann die Manson Family mit Einwilligung Spahns auf der Farm zu wohnen. Als Gegenleistung übernahm diese auf der Ranch anfallende Arbeiten, kümmerte sich um seine Pferde und die noch immer stattfindenden Reitausflüge. Mit Charles Manson, der ihn öfter in seinem Haus besuchte und sich mit ihm unterhielt, bestand ein fast freundschaftliches Verhältnis. Einige der weiblichen Mitglieder der Manson Family kochten und putzten für den inzwischen 80-jährigen Spahn und insbesondere Lynette „Squeaky“ Fromme verbrachte viel Zeit mit ihm.
Spahn hatte keine Ahnung von den Verbrechen der Manson Family und war sehr erstaunt, als die Polizei begann seine Ranch zu durchsuchen und die Presse ihn über Charles Manson befragte. Einige Mitglieder der Family verblieben auch nach der Verhaftung von Manson 1969 auf der Farm und lebten weiter mit Spahn zusammen, bis die Farm im September 1970 durch ein Buschfeuer zerstört wurde.

## Darstellungen in Film und Fernsehen
Spahn selbst ist als alter Mann in dem Dokumentarfilm Manson (1973) zu sehen. In mehreren Filmen, die die Manson Family und ihre Morde aufgreifen, tritt Spahn als eine Randfigur auf. So wird er in dem Fernsehfilm Helter Skelter – Die Nacht der langen Messer (1976) von Ray Middleton gespielt. In den Spielfilmen   Charlie Says (2018) und  Once Upon a Time in Hollywood (2019) wird er jeweils von John Gowans bzw. Bruce Dern  verkörpert.